# باقرآباد (گلستان)
باقرآباد، روستایی است از توابع بخش کمالان شهرستان علی‌آباد در استان گلستان ایران.

## جمعیت
این روستا در دهستان شیرنگ قرار دارد و براساس سرشماری مرکز آمار ایران در سال ۱۳۸۵، جمعیت آن ۸۰۸ نفر (۱۸۷خانوار) بوده‌است.